# Éger-tinóru
Az éger-tinóru (Gyrodon lividus) a gombákhoz (Fungi), azon belül tinórugomba-alkatúak (Boletales) rendjébe és a tinórufélék (Boletaceae) családjába tartozó faj. Nem túl ízletes, bár ehető gomba, gyűjtése azonban nem ajánlott, mivel védett gombafaj Magyarországon.

## Jellemzői
A kalap átmérője 8–15 cm, alakja domborúból hamar kiterülő, fiatalon is szabálytalan, hullámos széle sokáig begöngyölt, majd hullámos felszíne bőrszerű, később fényes, nedvesen ragadós. Színe szalmasárgától okkerbarnásig változó, öregen piszkos szürkésbarna. Csöves termőrétegtartója keskeny, a tönkre mélyen lefutó, fiatalon szűk labirintusos, később kitáguló, szögletes pórusokból áll, a kalaphúsról nehezen fejthető le. Színe fiatalon sárgás majd olajbarnás, nyomásra piszkos zöldeskékre színeződik. A tönk 6–9 cm hosszú, 1,5–2 cm vastag, centrikus vagy excentrikus, mindig görbe, lefelé vastagodó, a kalap alatt a trámától sárga színű, lefelé vörösbarna szálas, molyhos felületű. A kalapban puha a gomba húsa, a tönkben szálas, fehéressárgás színű és vastag, vörösödik, tönkben és csövek felett kékül. Íze és szaga nem jellemző. Spórái barnászöldek, alakjuk ovális, sima felületűek, méretük 4–6 × 3–5 µm között vannak.

## Előfordulása
Egész Európában megtalálható a nyári-őszi időszakban, de mindenütt nagyon ritka. Európán kívül még nem bukkantak példányára. Hazánkban szintén ritka, visszaszorulóban lévő faj, mivel nedves helyeken, patakok partján, égerfák alatt terem, és ezen élőhelyek területcsökkenése, a természetközeli égeresek kiszáradása veszélyezteti a faj fennmaradását.